# Agriphila indivisellus
Agriphila indivisellus là một loài bướm đêm trong họ Crambidae.